# ニホンイシガメ
ニホンイシガメ (Mauremys japonica) は、爬虫綱カメ目イシガメ科イシガメ属に分類されるカメである。

## 呼称
別名「イシガメ'」。幼体を「ゼニガメ」とも呼ぶ。以前は和名が単に「イシガメ」とされていたが、ミナミイシガメおよび亜種のヤエヤマイシガメが周知されるようになったこと・ヌマガメ科も含めてペット用に「○○イシガメ」という種が流通するようになったことから、区別のため「ニホンイシガメ」の和名が用いられるようになった。

## 分類
本種の記載年は1834年とされることもあったが、1834年に「Emys palustris var. Japon」という記述があり変種として記載されたとみなされていた（1960年以降は国際動物命名規約で、動物を変種として分類することは認められていない）。これが無効名とされるようになったため、1838年に記述がある「Emys vulgaris japonica」が本種の原記載となった。
核DNAおよびミトコンドリアDNA・短鎖散在反復配列（SINE法）による分子系統推定から、本種はイシガメ属の他種よりもクサガメやハナガメに近縁とする解析結果が得られている。そのためイシガメ属にクサガメ属Chinemysとハナガメ属Ocadiaを含める説や、本種をハナガメ属に含める説もある。
関東地方から種子島にかけての43地点238頭のミトコンドリアDNAのシトクロムb・制御領域の分子系統推定では、全部で34のハプロタイプに分かれそれらは大きく2つのグループに分かれるという解析結果が得られた。これらは一方は主に中部地方から近畿地方・四国に、もう一方は主に九州に分布し、中国地方（島根県・広島県）で隣接あるいは同所的に分布する。これらのうち主要あるいは祖先型と考えられるハプロタイプはそれぞれ近畿地方と九州で多く見られ、限られた地域でのみ隣接・同所的に分布することから最終氷河期に近畿地方・九州に取り残された個体群が氷河期の終結・温暖化に伴いそれぞれ分布を中国地方まで拡大したことが示唆されている。
更新世の日本列島にはヤベイシガメ（Clemmys yabei）など多様なイシガメ科や他のカメ類の化石種が生息していたが、イシガメ科では本種とリュウキュウヤマガメのみが生存した。

## 分布
日本列島の固有種である。具体的な分布は本州（秋田、宮城県以南）、四国、九州、隠岐諸島、五島列島、対馬、淡路島、壱岐島、佐渡島、種子島。
種小名のjaponicaは、「日本の」を意味する。分布の一部は、人為的に移入された可能性もある。例として馬毛島と屋久島にも分布するが、1980年代に行われた調査では分布が確認されていなかったため、後に人為的に移入されたと考えられている。東北地方でも記録があるが人為分布とされ、分布の北限は関東地方と考えられている。

## 形態

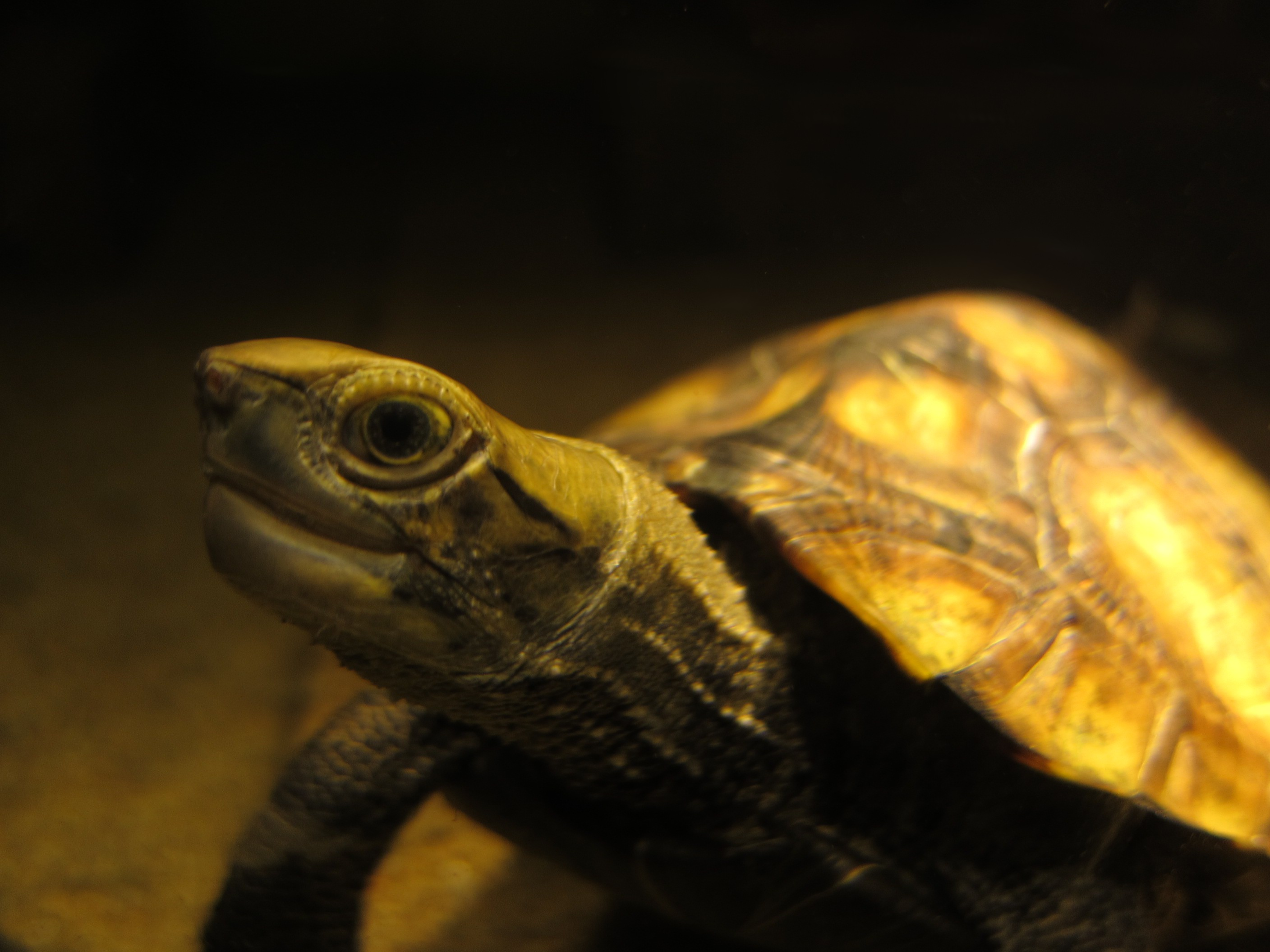
ニホンイシガメの頭部。

最大で甲長21センチメートルに達する。オスよりもメスの方が大型になり、オスは最大でも甲長14.5センチメートル。椎甲板に断続的に瘤状の盛り上がり（キール）がある。後部縁甲板の外縁はやや鋸状に尖るが、老齢個体では不明瞭になる。背甲の色彩は橙褐色、黄褐色、褐色、灰褐色、暗褐色などと個体変異が大きく、一部に黄色や橙色の斑紋、暗色斑が入る個体もいる。背甲と腹甲の継ぎ目（橋）の色彩は黒や暗褐色一色。喉甲板はやや突出して反り上がり、左右の喉甲板の間に浅い切れこみが入る。左右の肛甲板の間に切れこみが入る。腹甲の色彩は黒や暗褐色一色だが、腹甲外縁に黄色や橙色の斑紋が入る個体もいる。
頭部はやや小型。吻端はやや突出し、上顎の先端は鉤状に尖ったり凹まない。後頭部側面は細かい鱗で覆われない。咬合面は狭く、隆起や突起がない。頭部の色彩は黄褐色や暗黄色・褐色で、側頭部に不明瞭な黒い斑紋が入る。四肢はやや細く、前肢前面には丸みを帯びた大型の鱗が重ならずに並ぶ。指趾の間には指趾の先端まで水かきが発達する。尾は長い。四肢や尾の色彩は黒や暗褐色で、四肢や尾の一部が黄色や橙色になる個体もいる。
卵は平均で長径3.6センチメートル、短径2.2センチメートルの楕円形。孵化直後の幼体は甲長2.5 - 3.5センチメートル。幼体の形態が「銭」のように見えることが別名であるゼニガメの由来となっている。また椎甲板と肋甲板に3本ずつキール（肋甲板は断続的）があるが、成長に伴い消失する。
幼体やオスの成体は背甲が扁平で、メスの成体は背甲がややドーム状に盛り上がり幅広い。オスの成体は腹甲の中央部がわずかに凹む個体もいるが、メスは腹甲の中央部がわずかに突出する。オスは尾がより太いうえに長く、尾をまっすぐに伸ばした状態では総排泄口全体が背甲の外側にある。メスは尾をまっすぐに伸ばしても総排泄口の一部が背甲よりも内側にある。

## 生態
河川や湖沼・池・湿原・水田などに生息し、やや流れのある流水域を好む。半水棲で水生傾向が強いが、夏季に陸づたいに一定の地域内にある複数の水場を移動することもある。耐寒性が強く、水温3 - 5℃の環境下での活動が観察された例がある。冬季になると水中の穴や石の下、堆積した落ち葉の中などで冬眠する。クサガメに比べて綺麗な水質を好む。
食性は雑食で、魚類、カエルやその卵および幼生、昆虫、エビ類・カニ類・ヨコエビ類などの甲殻類、陸棲および水棲の巻貝、ミミズ、動物の死骸、陸上植物・水生植物の葉・花・果実、藻類などを食べる。水中でも陸上でも採食を行い、農耕地で地面に落ちたカキなどの果物やトマト・ウリ類などを食べることもある。同種他種問わず他のカメ類が産卵している最中に、その卵を食べることもある。
繁殖様式は卵生。9月から翌4月（冬季を除く）にオスはメスの顔の前で前肢の掌を外側へ向け交互に振って求愛し、メスが受け入れるとオスはメスの上に乗り交尾を行う。6 - 8月に8 - 10センチメートルの深さの穴を掘り、1回に1 - 12個の卵を年に1 - 3回に分けて産む。産卵の間隔は10 - 15日。卵は約70日で孵化する。

## 人間との関係
森林伐採や護岸整備による生息地の破壊、水質悪化、ペット用の乱獲などにより生息数・生息域ともに減少している。産卵場所の温度環境が制限されることによる性差の偏り、人為的に移入されたミシシッピアカミミガメとの競合、クサガメやハナガメとの交雑による遺伝子汚染、アライグマによる捕食などの理由でも生息数の減少が懸念されている。地域によっては絶滅する可能性が高い場所もあるが、種としての絶滅の可能性は低いと考えられている。2013年にワシントン条約附属書IIに掲載された。
準絶滅危惧（NT）（環境省レッドリスト）
ペットとして、江戸時代以前から飼育されている。野生個体、飼育下繁殖個体共に流通する。幼体がゼニガメの商品名で流通することもあるが、近年ではゼニガメという商品名はクサガメの幼体に用いられることが多い。アクアテラリウムで飼育される。日本国内に分布するため、スペースや日照が十分に確保できる利点から野外の池で飼育されることもある。野外で飼育する場合は、脱走に気をつけるようにする。水質の悪化に弱く、塩素を中和していない水道水で頻繁に水替えを行うと真菌性の皮膚病を患うことが多い。そのため水質が清涼かつ安定した状態を維持して、飼育する必要がある（水量を多くする・濾過を機能させる・植物プランクトンが繁殖している水＜グリーンウォーター＞を用いるなど）。陸場を用意し、屋内で飼育する場合は暖房器具を設置して皮膚や甲羅を完全に乾かすことのできる環境を作った上で、紫外線を含む照明器具を照射する。餌付きの良い個体が多いが、大型の野生個体は餌付きにくいこともある。飼育下では、配合飼料にも餌付く。